# Gastfreund
Ein Gastfreund ist umgangssprachlich (veraltend) ein Freund an einem anderen Wohnort, bei dem man als Besuch oder auf Reisen (regelmäßig) unterkommt.

## Institution
Historisch ist Gastfreundschaft weitaus mehr, nämlich eine bei vielen Völkern bekannte Institution, die gewährleistete, dass man als Kaufmann oder Flüchtling nicht in die soziale Rolle des schutz- und rechtlosen Fremden geriet. Wie nötig dies sein konnte, weil man sonst auf reine Barmherzigkeit angewiesen war, ist im bekannten neutestamentlichen Gleichnis vom barmherzigen Samariter dargestellt.
Im Alten Griechenland standen der Gastfreund (πρόξενος próxenos) und sein Gast in einem rechtlichen Gastverhältnis und unter dem besonderen Schutz des höchsten Gottes Zeus, denn ein Gastfreund konnte in seiner eigenen Stadt durchaus Schwierigkeiten bekommen. Noch im 20. Jahrhundert war der Gastfreund z. B. beim melanesischen Kula eine ständige Einrichtung.

## Literarisch
In diesem Sinne ist „der Gastfreund in Korinth“ in Friedrich Schillers Ballade „Kranichen des Ibykus“ von 1797 aufzufassen. Zum Gastrecht vergleiche. auch „Die Füße im Feuer“ von Conrad Ferdinand Meyer.

## Gegenteilige Bedeutung
Wie jedoch auch das lateinische hospes sowohl einerseits den Wirt, andererseits aber den Fremden, den Gast, bezeichnen kann,  wird der Begriff   „Gastfreund“ bei Franz Grillparzer nicht als Gastgeber, sondern   als  „freundlicher Gast“  verstanden.  Der Gastfreund  ist  der Titel des ersten Teiles  seiner Trilogie Das goldene Vlies (1819).   Der  griechische Flüchtling Phryxos, der   das von Apollon  empfangene Vlies nach Kolchis bringt, wird als „Gastfreund“ von Medeas Vater, seinem königlichen Gastgeber,  ermordet, was den Besitz des Goldenen Vlieses mit dem Götterfluch belastet:  "Vater, was hast du getan? Den Gastfreund erschlagen. Weh dir! Weh uns allen!"